# Гленкерн-хаус
Гленкерн-хаус (англ. Glencairn House) — официальная резиденция посла Великобритании в Ирландии с 1950-х годов по настоящее время. Особняк находится в южной части Дублина, на Мёрфистаун-роуд в районе Лепардстаун.

## История
Владельцами Гленкерн-хауса были представители семьи Грессонов. У них поместье и особняк приобрёл судья Высокого суда в Ирландии Джеймс Мёрфи, который был известен своим «сердечным гостеприимством». При нём Гленкерн-хаус стал одним из центров общественной жизни Дублина. После смерти Мёрфи в 1901 году его наследники продали поместье Ричарду Крокеру, американскому политику ирландского происхождения и ведущему деятелю политической организации Таммэни Холл в Нью-Йорке.
В апреле 1999 года особняк и поместье были проданы Министерству иностранных дел Великобритании за 24 миллиона фунтов стерлингов. В 2000 году британским правительством было куплено ещё одно поместье в Марли-Грейндж, недалеко от Марли-парк. Посол продолжал жить в Гленкерн-хаусе, пока в Марли-Грейндж шёл ремонт. Последующая оценка затрат показала рентабельность полного выкупа Гленкерн-хауса в сравнении с продолжением ремонта в Марли-Грейндж. В 2007 году британское правительство продало поместье в Марли-Грейндж, так и не заняв его.

## Остановка
Продажа земли способствовала приобретению территории для продления Зелёной линии скоростного трамвая — Луэс — Сэндифорд до Черривуда и строительства остановки. Железнодорожное полотно было проложено перед воротами и домиком охраны резиденции посла. Линия начала работать в 2010 году. Остановка возле ворот посольской резиденции называется «Гленкерн». Недалеко от самой резиденции находится выезд с трассы М50.